# Élections législatives de 2012 en Gironde
Les élections législatives françaises de 2012 se déroulent les 10 et 17 juin 2012. Dans le département de la Gironde, douze députés sont à élire dans le cadre de douze circonscriptions, soit une de plus que lors des législatures précédentes, en raison du redécoupage électoral.

## Élus
|   | Circonscription | Député sortant      |            | Parti      | Député élu ou réélu |  | Parti     |
| - | --------------- | ------------------- | ---------- | ---------- | ------------------- |  | --------- |
| = | 1re             | Chantal Bourragué   |            | UMP        | Sandrine Doucet     |  | PS        |
| = | 2e              | Michèle Delaunay    |            | PS         | Michèle Delaunay    |  | PS        |
| = | 3e              | Noël Mamère         |            | EELV (PS)  | Noël Mamère         |  | EELV (PS) |
| = | 4e              | Conchita Lacuey     |            | PS         | Conchita Lacuey     |  | PS        |
| = | 5e              | Pascale Got         |            | PS         | Pascale Got         |  | PS        |
| = | 6e              | Michel Sainte-Marie |            | PS         | Marie Récalde       |  | PS        |
| ≠ | 7e              | Alain Rousset       |            | PS         | Alain Rousset       |  | PS        |
| ≠ | 8e              | François Deluga     |            | PS         | Yves Foulon         |  | UMP       |
| ≠ | 9e              | Martine Faure       |            | PS         | Gilles Savary       |  | PS        |
| ≠ | 10e             | Jean-Paul Garraud   |            | UMP        | Florent Boudié      |  | PS        |
| = | 11e             | Philippe Plisson    |            | PS         | Philippe Plisson    |  | PS        |
| + | 12e             | Siège créé          | Siège créé | Siège créé | Martine Faure       |  | PS        |

## Impact du redécoupage territorial
La Gironde, du fait de sa croissance démographique gagne un député, mais le redécoupage des circonscriptions n'impacte finalement que peu de circonscriptions
- Les 1re, 2e, 3e, 4e, 5e, 6e et 11e circonscriptions ne sont pas impactées par ce redécoupage territorial.
- La 7e circonscription perd le Canton de La Brède.
- La 8e circonscription perd six cantons: Bazas, Belin-Béliet, Captieux, Grignols, Saint-Symphorien et Villandraut.
- La 9e circonscription perd huit cantons: Auros, Cadillac, Créon, Monségur, La Réole, Saint-Macaire, Sauveterre-de-Guyenne et Targon. Elle récupère le canton ôté à la 7e circonscription (La Brède) ainsi que les six cantons ôtés à la 8e circonscription (Bazas, Belin-Béliet, Captieux, Grignols, Saint-Symphorien et Villandraut).
- La 10e circonscription perd le Canton de Pellegrue.

- La nouvelle 12e circonscription est composée de neuf cantons, les huit cantons ôtés à la 9e circonscription (Auros, Cadillac, Créon, Monségur, La Réole, Saint-Macaire, Sauveterre-de-Guyenne et Targon) et le canton ôté à la 10e circonscription (Pellegrue).

## Résultats

### Résultats à l'échelle du département
| Parti          | Parti                                        | Premier tour | Premier tour | Second tour | Second tour | Sièges |
| Parti          | Parti                                        | Voix         | %            | Voix        | %           | Sièges |
| -------------- | -------------------------------------------- | ------------ | ------------ | ----------- | ----------- | ------ |
|                | Parti socialiste                             | 240 280      | 40,84        | 280 192     | 59,14       | 10     |
|                | Europe Écologie Les Verts                    | 42 311       | 7,19         |             |             | 1      |
|                | Divers gauche dont MRC                       | 2 253        | 0,38         | 0           |             |        |
|                | Majorité présidentielle                      | 284 844      | 48,42        | 280 192     | 59,14       | 11     |
|                |                                              |              |              |             |             |        |
|                | Union pour un mouvement populaire            | 133 323      | 22,66        | 161 269     | 34,04       | 1      |
|                | Nouveau centre                               | 16 609       | 2,82         | 18 947      | 4,00        | 0      |
|                | Divers droite dont DLR, PCD                  | 15 407       | 2,62         | 13 391      | 2,83        | 0      |
|                | Parti radical                                | 1 823        | 0,31         |             |             | 0      |
|                | Droite parlementaire                         | 167 162      | 28,42        | 193 607     | 40,86       | 1      |
|                |                                              |              |              |             |             |        |
|                | Front national                               | 69 952       | 11,89        |             |             | 0      |
|                | Front de gauche                              | 38 358       | 6,52         | 0           |             |        |
|                | Mouvement démocrate                          | 10 988       | 1,87         | 0           |             |        |
|                | Extrême gauche dont LO, NPA et POI           | 7 834        | 1,33         | 0           |             |        |
|                | Divers écologiste dont MÉI, AÉI, Cap21 et GÉ | 5 867        | 1,00         | 0           |             |        |
|                | Divers                                       | 3 095        | 0,53         | 0           |             |        |
|                | Mouvement national républicain               | 175          | 0,03         | 0           |             |        |
|                |                                              |              |              |             |             |        |
| Inscrits       | Inscrits                                     | 1 008 410    | 100,00       | 861 520     | 100,00      | 12     |
| Abstentions    | Abstentions                                  | 411 506      | 40,81        | 371 393     | 43,11       |        |
| Votants        | Votants                                      | 596 904      | 59,19        | 490 127     | 56,89       |        |
| Blancs et nuls | Blancs et nuls                               | 8 629        | 1,45         | 16 328      | 3,33        |        |
| Exprimés       | Exprimés                                     | 588 275      | 98,55        | 473 799     | 96,67       |        |

### Résultats par circonscription

#### Première circonscription (Bordeaux-Nord)
| Candidat       | Candidat                   | Parti                             | Premier tour | Premier tour | Second tour | Second tour |  |
| Candidat       | Candidat                   | Parti                             | Voix         | %            | Voix        | %           |  |
| -------------- | -------------------------- | --------------------------------- | ------------ | ------------ | ----------- | ----------- |  |
|                | Chantal Bourragué sortante | UMP                               | 19 926       | 40,22        | 23 370      | 48,60       |  |
|                | Sandrine Doucet élu        | PS                                | 19 397       | 39,16        | 24 714      | 51,40       |  |
|                | Catherine Bouilhet         | RBM (FN)                          | 4 188        | 8,45         |             |             |  |
|                | Vincent Maurin             | FG (PCF) (Divers gauche)          | 2 454        | 4,95         |             |             |  |
|                | Alexandre Marsat           | EÉLV                              | 2 125        | 4,29         |             |             |  |
|                | Isabelle Larroquet         | NPA                               | 367          | 0,74         |             |             |  |
|                | Marie-Pierre Mauhourat     | MÉI (Cap21)                       | 304          | 0,61         |             |             |  |
|                | Olivier Rachet             | Divers gauche (Bordeaux à gauche) | 234          | 0,47         |             |             |  |
|                | Corinne Gireau             | Pirate                            | 218          | 0,44         |             |             |  |
|                | Mohamed Akrout             | AÉI                               | 192          | 0,39         |             |             |  |
|                | Denis Lacoste              | LO                                | 132          | 0,27         |             |             |  |
|                |                            |                                   |              |              |             |             |  |
| Inscrits       | Inscrits                   | Inscrits                          | 86 025       | 100,00       | 86 026      | 100,00      |  |
| Abstentions    | Abstentions                | Abstentions                       | 35 926       | 41,76        | 36 837      | 42,82       |  |
| Votants        | Votants                    | Votants                           | 50 099       | 58,24        | 49 189      | 57,18       |  |
| Blancs et nuls | Blancs et nuls             | Blancs et nuls                    | 562          | 1,12         | 1 105       | 2,25        |  |
| Exprimés       | Exprimés                   | Exprimés                          | 49 537       | 98,88        | 48 084      | 97,75       |  |

#### Deuxième circonscription (Bordeaux-Centre)
| Candidat                          | Candidat                         | Parti                             | Premier tour | Premier tour | Second tour | Second tour |  |
| Candidat                          | Candidat                         | Parti                             | Voix         | %            | Voix        | %           |  |
| --------------------------------- | -------------------------------- | --------------------------------- | ------------ | ------------ | ----------- | ----------- |  |
|                                   | Michèle Delaunay sortante réélue | PS                                | 15 389       | 43,50        | 19 219      | 58,44       |  |
|                                   | Nicolas Florian                  | UMP                               | 12 128       | 34,28        | 13 670      | 41,56       |  |
|                                   | Brigitte Comard                  | FG (PG) (PCF)                     | 2 526        | 7,14         |             |             |  |
|                                   | Marie-Claude Noël                | EÉLV                              | 2 206        | 6,24         |             |             |  |
|                                   | François Jay                     | RBM (FN)                          | 2 042        | 5,77         |             |             |  |
|                                   | Valérie Peny                     | NPA                               | 281          | 0,79         |             |             |  |
|                                   | Julie Donnet                     | AÉI                               | 190          | 0,54         |             |             |  |
|                                   | Christophe Bugeau                | DLR                               | 186          | 0,53         |             |             |  |
|                                   | Jean-Marc Ferrari                | MÉI (Cap21)                       | 155          | 0,44         |             |             |  |
|                                   | Stéphane Boudy                   | Divers gauche (Bordeaux à gauche) | 107          | 0,30         |             |             |  |
|                                   | Guy Dupont                       | LO                                | 97           | 0,27         |             |             |  |
|                                   | Daniel Menuet                    | S&P                               | 68           | 0,19         |             |             |  |
|                                   |                                  |                                   |              |              |             |             |  |
| Inscrits                          | Inscrits                         | Inscrits                          | 62 176       | 100,00       | 62 176      | 100,00      |  |
| Abstentions                       | Abstentions                      | Abstentions                       | 26 429       | 42,51        | 28 555      | 45,93       |  |
| Votants                           | Votants                          | Votants                           | 35 747       | 57,49        | 33 621      | 54,07       |  |
| Blancs et nuls                    | Blancs et nuls                   | Blancs et nuls                    | 372          | 1,04         | 732         | 2,18        |  |
| Exprimés                          | Exprimés                         | Exprimés                          | 35 375       | 98,96        | 32 889      | 97,82       |  |
| Source : Ministère de l'Intérieur |                                  |                                   |              |              |             |             |  |

#### Troisième circonscription (Bordeaux-Sud)
|                                   | Noël Mamère sortant réélu | EÉLV (PS)                         | 21 840 | 51,98  |  |  |  |
|                                   | Agnès Nedelec-Befve       | PCD (UMP)                         | 6 094  | 14,50  |  |  |  |
|                                   | Céline Simon              | FG (PCF) (Divers gauche)          | 4 521  | 10,76  |  |  |  |
|                                   | Bruno Paluteau            | RBM (FN)                          | 3 869  | 9,21   |  |  |  |
|                                   | Bernard Debuc             | CpF (MoDem)                       | 3 476  | 8,27   |  |  |  |
|                                   | Maud Andrieux             | Divers gauche (Bordeaux à gauche) | 706    | 1,68   |  |  |  |
|                                   | Alain Mourguy             | AÉI                               | 547    | 1,30   |  |  |  |
|                                   | Marie Fauré               | NPA                               | 472    | 1,12   |  |  |  |
|                                   | Jean-Luc Venture          | POI                               | 214    | 0,51   |  |  |  |
|                                   | Pierre Pinto-Bicho        | LO                                | 191    | 0,45   |  |  |  |
|                                   | Christophe Martins        | Pirate                            | 90     | 0,21   |  |  |  |
|                                   |                           |                                   |        |        |  |  |  |
| Inscrits                          | Inscrits                  | Inscrits                          | 74 223 | 100,00 |  |  |  |
| Abstentions                       | Abstentions               | Abstentions                       | 31 461 | 42,39  |  |  |  |
| Votants                           | Votants                   | Votants                           | 42 762 | 57,61  |  |  |  |
| Blancs et nuls                    | Blancs et nuls            | Blancs et nuls                    | 742    | 1,74   |  |  |  |
| Exprimés                          | Exprimés                  | Exprimés                          | 42 020 | 98,26  |  |  |  |
| Source : Ministère de l'Intérieur |                           |                                   |        |        |  |  |  |

#### Quatrième circonscription (Cenon)
| Candidat       | Candidat                        | Parti               | Premier tour | Premier tour | Second tour | Second tour |  |
| Candidat       | Candidat                        | Parti               | Voix         | %            | Voix        | %           |  |
| -------------- | ------------------------------- | ------------------- | ------------ | ------------ | ----------- | ----------- |  |
|                | Conchita Lacuey sortante réélue | PS                  | 23 072       | 49,78        | 27 472      | 67,23       |  |
|                | Anne-Lise Jacquet               | Divers droite (UMP) | 8 806        | 19,00        | 13 391      | 32,77       |  |
|                | Philippe Baconnet               | RBM (FN)            | 7 307        | 15,77        |             |             |  |
|                | Alexandra Meynard               | FG (PCF) (PG)       | 3 645        | 7,87         |             |             |  |
|                | Paula Knibbs                    | EÉLV                | 1 759        | 3,80         |             |             |  |
|                | Monique Blüge                   | PRV                 | 587          | 1,27         |             |             |  |
|                | Christine Heraud                | NPA                 | 437          | 0,94         |             |             |  |
|                | Michel Rittling                 | AÉI                 | 408          | 0,88         |             |             |  |
|                | Anne-Isabelle Brivary           | LO                  | 323          | 0,70         |             |             |  |
|                |                                 |                     |              |              |             |             |  |
| Inscrits       | Inscrits                        | Inscrits            | 86 720       | 100,00       | 86 704      | 100,00      |  |
| Abstentions    | Abstentions                     | Abstentions         | 39 620       | 45,69        | 43 989      | 50,73       |  |
| Votants        | Votants                         | Votants             | 47 100       | 54,31        | 42 715      | 49,27       |  |
| Blancs et nuls | Blancs et nuls                  | Blancs et nuls      | 756          | 1,61         | 1 852       | 4,34        |  |
| Exprimés       | Exprimés                        | Exprimés            | 46 344       | 98,39        | 40 863      | 95,66       |  |

#### Cinquième circonscription (Lesparre-Médoc)
| Candidat       | Candidat                    | Parti                    | Premier tour | Premier tour | Second tour | Second tour |  |
| Candidat       | Candidat                    | Parti                    | Voix         | %            | Voix        | %           |  |
| -------------- | --------------------------- | ------------------------ | ------------ | ------------ | ----------- | ----------- |  |
|                | Pascale Got sortante réélue | PS                       | 27 011       | 45,37        | 34 453      | 61,91       |  |
|                | David Gordon-Krief          | UMP                      | 13 534       | 22,73        | 21 201      | 38,09       |  |
|                | Jacques Colombier           | RBM (FN)                 | 9 168        | 15,40        |             |             |  |
|                | Stéphane Le Bot             | FG (PCF) (Divers gauche) | 2 620        | 4,40         |             |             |  |
|                | Stéphane Saubusse           | EÉLV                     | 1 627        | 2,73         |             |             |  |
|                | Jean-Marc Lasserre          | CPNT                     | 1 608        | 2,70         |             |             |  |
|                | Jean-Louis Albentosa        | CpF (MoDem)              | 1 419        | 2,38         |             |             |  |
|                | Philippe Poutou             | NPA                      | 1 264        | 2,12         |             |             |  |
|                | Jean-Claude Martin          | PRV                      | 527          | 0,89         |             |             |  |
|                | Martine Rodriguez           | DLR                      | 339          | 0,57         |             |             |  |
|                | Géraldine Da Cunha          | AÉI                      | 288          | 0,48         |             |             |  |
|                | Marouani Ben Hadj Salem     | LO                       | 131          | 0,22         |             |             |  |
|                |                             |                          |              |              |             |             |  |
| Inscrits       | Inscrits                    | Inscrits                 | 102 499      | 100,00       | 102 509     | 100,00      |  |
| Abstentions    | Abstentions                 | Abstentions              | 42 205       | 41,18        | 44 906      | 43,81       |  |
| Votants        | Votants                     | Votants                  | 60 294       | 58,82        | 57 603      | 56,19       |  |
| Blancs et nuls | Blancs et nuls              | Blancs et nuls           | 758          | 1,26         | 1 949       | 3,38        |  |
| Exprimés       | Exprimés                    | Exprimés                 | 59 536       | 98,74        | 55 654      | 96,62       |  |

#### Sixième circonscription (Mérignac)
| Candidat       | Candidat           | Parti             | Premier tour | Premier tour | Second tour | Second tour |  |
| Candidat       | Candidat           | Parti             | Voix         | %            | Voix        | %           |  |
| -------------- | ------------------ | ----------------- | ------------ | ------------ | ----------- | ----------- |  |
|                | Marie Récalde élue | PS                | 27 211       | 48,22        | 32 863      | 63,43       |  |
|                | Thierry Millet     | NC                | 14 292       | 25,33        | 18 947      | 36,57       |  |
|                | Jean-Luc Aupetit   | RBM (FN)          | 5 636        | 9,99         |             |             |  |
|                | Joël Saintier      | FG (PG) (PCF)     | 2 975        | 5,27         |             |             |  |
|                | Gérard Chausset    | EÉLV              | 2 501        | 4,43         |             |             |  |
|                | Pierre Braun       | CpF (MoDem) (PRV) | 1 969        | 3,49         |             |             |  |
|                | Bernard Gonzalez   | DLR               | 627          | 1,11         |             |             |  |
|                | Philippe Rouzé     | NPA               | 361          | 0,64         |             |             |  |
|                | Sylvie Ferrari     | MÉI (Cap21)       | 350          | 0,62         |             |             |  |
|                | Juliette Toubiana  | AÉI               | 265          | 0,47         |             |             |  |
|                | Nelly Malaty       | LO                | 239          | 0,42         |             |             |  |
|                |                    |                   |              |              |             |             |  |
| Inscrits       | Inscrits           | Inscrits          | 95 240       | 100,00       | 95 291      | 100,00      |  |
| Abstentions    | Abstentions        | Abstentions       | 38 220       | 40,13        | 42 111      | 44,19       |  |
| Votants        | Votants            | Votants           | 57 020       | 59,87        | 53 180      | 55,81       |  |
| Blancs et nuls | Blancs et nuls     | Blancs et nuls    | 594          | 1,04         | 1 370       | 2,58        |  |
| Exprimés       | Exprimés           | Exprimés          | 56 426       | 98,96        | 51 810      | 97,42       |  |

#### Septième circonscription (Pessac)
|                | Alain Rousset sortant réélu | PS             | 24 316 | 55,52  |  |  |  |
|                | Amel Khattabi               | UMP            | 8 576  | 19,58  |  |  |  |
|                | Gérard Aupetit              | RBM (FN)       | 3 965  | 9,05   |  |  |  |
|                | Aurélia Sourbé              | FG (PCF)       | 2 199  | 5,02   |  |  |  |
|                | Laure Curvale               | EÉLV           | 2 109  | 4,82   |  |  |  |
|                | Frédérique Lucas            | NC             | 1 050  | 2,40   |  |  |  |
|                | Christelle Lapouge          | PRV            | 709    | 1,62   |  |  |  |
|                | Isabelle Ufferte            | NPA            | 366    | 0,84   |  |  |  |
|                | Régine Bertrand             | Cap21          | 279    | 0,64   |  |  |  |
|                | Guillaume Perchet           | LO             | 125    | 0,29   |  |  |  |
|                | Jean-Pierre Lavaud          | POI            | 99     | 0,23   |  |  |  |
|                |                             |                |        |        |  |  |  |
| Inscrits       | Inscrits                    | Inscrits       | 72 718 | 100,00 |  |  |  |
| Abstentions    | Abstentions                 | Abstentions    | 28 418 | 39,08  |  |  |  |
| Votants        | Votants                     | Votants        | 44 300 | 60,92  |  |  |  |
| Blancs et nuls | Blancs et nuls              | Blancs et nuls | 507    | 1,14   |  |  |  |
| Exprimés       | Exprimés                    | Exprimés       | 43 793 | 98,86  |  |  |  |

#### Huitième circonscription (Arcachon)
| Candidat       | Candidat                  | Parti          | Premier tour | Premier tour | Second tour | Second tour |  |
| Candidat       | Candidat                  | Parti          | Voix         | %            | Voix        | %           |  |
| -------------- | ------------------------- | -------------- | ------------ | ------------ | ----------- | ----------- |  |
|                | Yves Foulon élu           | UMP            | 22 217       | 38,07        | 30 043      | 51,10       |  |
|                | Nathalie Le Yondre        | PS             | 21 036       | 36,05        | 28 750      | 48,90       |  |
|                | Lydie Croizier            | RBM (FN)       | 6 282        | 10,76        |             |             |  |
|                | Alain Rigolet             | Divers droite  | 2 503        | 4,29         |             |             |  |
|                | Vital Baude               | EÉLV           | 2 133        | 3,65         |             |             |  |
|                | Melisande Elias           | FG (PCF) (PG)  | 1 998        | 3,42         |             |             |  |
|                | Jean-Louis Apeçarena      | MRC            | 430          | 0,74         |             |             |  |
|                | Élisabeth Rezer-Sandillon | Cap21          | 391          | 0,67         |             |             |  |
|                | Christian Meynard         | AÉI            | 382          | 0,65         |             |             |  |
|                | France Sibert             | DLR            | 359          | 0,62         |             |             |  |
|                | Monique Nicolas           | NPA            | 254          | 0,44         |             |             |  |
|                | Marie-Elise Lorblancher   | PCD            | 211          | 0,36         |             |             |  |
|                | Solange Texier            | LO             | 164          | 0,28         |             |             |  |
|                |                           |                |              |              |             |             |  |
| Inscrits       | Inscrits                  | Inscrits       | 97 831       | 100,00       | 97 831      | 100,00      |  |
| Abstentions    | Abstentions               | Abstentions    | 38 616       | 39,47        | 37 228      | 38,05       |  |
| Votants        | Votants                   | Votants        | 59 215       | 60,53        | 60 603      | 61,95       |  |
| Blancs et nuls | Blancs et nuls            | Blancs et nuls | 855          | 1,44         | 1 810       | 2,99        |  |
| Exprimés       | Exprimés                  | Exprimés       | 58 360       | 98,56        | 58 793      | 97,01       |  |

#### Neuvième circonscription (Langon)
| Candidat       | Candidat              | Parti          | Premier tour | Premier tour | Second tour | Second tour |  |
| Candidat       | Candidat              | Parti          | Voix         | %            | Voix        | %           |  |
| -------------- | --------------------- | -------------- | ------------ | ------------ | ----------- | ----------- |  |
|                | Gilles Savary élu     | PS             | 21 253       | 40,88        | 30 429      | 63,49       |  |
|                | Maxime Sibé           | UMP            | 12 077       | 23,23        | 17 497      | 36,51       |  |
|                | Pierre Augey          | FG (PCF)       | 6 437        | 12,38        |             |             |  |
|                | Valérie Colombier     | RBM (FN)       | 5 896        | 11,34        |             |             |  |
|                | Sophie Mette          | CpF (MoDem)    | 1 969        | 3,79         |             |             |  |
|                | Yann Persillon        | EÉLV           | 1 806        | 3,47         |             |             |  |
|                | Gaël Leroux           | CPNT           | 814          | 1,57         |             |             |  |
|                | Guillaume Besset      | AÉI            | 420          | 0,81         |             |             |  |
|                | Martine Hostier       | DLR            | 389          | 0,75         |             |             |  |
|                | Hervé Rioux           | NPA            | 329          | 0,63         |             |             |  |
|                | Jean-Philippe Delcamp | LO             | 306          | 0,59         |             |             |  |
|                | Alain Jeanmougin      | Pirate         | 211          | 0,41         |             |             |  |
|                | Gérard Laguérie       | AR             | 86           | 0,17         |             |             |  |
|                |                       |                |              |              |             |             |  |
| Inscrits       | Inscrits              | Inscrits       | 85 660       | 100,00       | 85 657      | 100,00      |  |
| Abstentions    | Abstentions           | Abstentions    | 32 779       | 38,27        | 35 607      | 41,57       |  |
| Votants        | Votants               | Votants        | 52 881       | 61,73        | 50 050      | 58,43       |  |
| Blancs et nuls | Blancs et nuls        | Blancs et nuls | 888          | 1,68         | 2 124       | 4,24        |  |
| Exprimés       | Exprimés              | Exprimés       | 51 993       | 98,32        | 47 926      | 95,76       |  |

#### Dixième circonscription (Libourne)
| Candidat       | Candidat                    | Parti          | Premier tour | Premier tour | Second tour | Second tour |  |
| Candidat       | Candidat                    | Parti          | Voix         | %            | Voix        | %           |  |
| -------------- | --------------------------- | -------------- | ------------ | ------------ | ----------- | ----------- |  |
|                | Florent Boudié élu          | PS             | 17 313       | 36,96        | 24 992      | 54,60       |  |
|                | Jean-Paul Garraud sortant   | UMP            | 15 094       | 32,22        | 20 785      | 45,40       |  |
|                | Gérard Anne-Christine Royal | RBM (FN)       | 7 374        | 15,74        |             |             |  |
|                | Marie-Laurence Arnaud       | FG (PG) (PCF)  | 2 654        | 5,67         |             |             |  |
|                | Pascal Bourgois             | EÉLV           | 1 519        | 3,24         |             |             |  |
|                | Marie-Thérèse Alonso        | AÉI            | 952          | 2,03         |             |             |  |
|                | François Mas                | MRC            | 776          | 1,66         |             |             |  |
|                | Françoise Lorblancher       | PCD            | 276          | 0,59         |             |             |  |
|                | Francisca Loembet           | DLR            | 258          | 0,55         |             |             |  |
|                | Virginie Dole               | NPA            | 257          | 0,55         |             |             |  |
|                | Monique Oratto              | LO             | 192          | 0,41         |             |             |  |
|                | Marie-José Marcelli         | MNR            | 175          | 0,37         |             |             |  |
|                | Laurent Saint-Huile         | PVB            | 0            | 0,00         |             |             |  |
|                |                             |                |              |              |             |             |  |
| Inscrits       | Inscrits                    | Inscrits       | 78 548       | 100,00       | 78 529      | 100,00      |  |
| Abstentions    | Abstentions                 | Abstentions    | 30 873       | 39,3         | 30 999      | 39,47       |  |
| Votants        | Votants                     | Votants        | 47 675       | 60,7         | 47 530      | 60,53       |  |
| Blancs et nuls | Blancs et nuls              | Blancs et nuls | 835          | 1,75         | 1 753       | 3,69        |  |
| Exprimés       | Exprimés                    | Exprimés       | 46 840       | 98,25        | 45 777      | 96,31       |  |

#### Onzième circonscription (Blaye)
| Candidat       | Candidat                       | Parti                      | Premier tour | Premier tour | Second tour | Second tour |  |
| Candidat       | Candidat                       | Parti                      | Voix         | %            | Voix        | %           |  |
| -------------- | ------------------------------ | -------------------------- | ------------ | ------------ | ----------- | ----------- |  |
|                | Philippe Plisson sortant réélu | PS                         | 23 137       | 46,56        | 29 626      | 64,01       |  |
|                | Jean-Franck Blanc              | UMP                        | 10 105       | 20,33        | 16 655      | 35,99       |  |
|                | Pierre Dinet                   | RBM (FN)                   | 8 525        | 17,16        |             |             |  |
|                | Véronique Lavaud               | FG (Divers gauche) (PCF)   | 2 518        | 5,07         |             |             |  |
|                | Alain Guillaume Montangon      | CpF (Divers gauche) (CNIP) | 2 155        | 4,34         |             |             |  |
|                | Michèle Bechet                 | EÉLV                       | 1 191        | 2,40         |             |             |  |
|                | Laurent Fouco                  | DLR                        | 813          | 1,64         |             |             |  |
|                | Yves Montaud                   | AÉI                        | 362          | 0,73         |             |             |  |
|                | Nathalie Vigier                | NPA                        | 315          | 0,63         |             |             |  |
|                | Marie Humbert                  | LO                         | 279          | 0,56         |             |             |  |
|                | Christian Baque                | POI                        | 211          | 0,42         |             |             |  |
|                | Françoise Besset-Louis         | PLD                        | 82           | 0,17         |             |             |  |
|                |                                |                            |              |              |             |             |  |
| Inscrits       | Inscrits                       | Inscrits                   | 88 171       | 100,00       | 88 185      | 100,00      |  |
| Abstentions    | Abstentions                    | Abstentions                | 37 482       | 42,51        | 39 794      | 45,13       |  |
| Votants        | Votants                        | Votants                    | 50 689       | 57,49        | 48 391      | 54,87       |  |
| Blancs et nuls | Blancs et nuls                 | Blancs et nuls             | 996          | 1,96         | 2 110       | 4,36        |  |
| Exprimés       | Exprimés                       | Exprimés                   | 49 693       | 98,04        | 46 281      | 95,64       |  |

#### Douzième circonscription (Créon)
| Candidat       | Candidat                      | Parti          | Premier tour | Premier tour | Second tour | Second tour |  |
| Candidat       | Candidat                      | Parti          | Voix         | %            | Voix        | %           |  |
| -------------- | ----------------------------- | -------------- | ------------ | ------------ | ----------- | ----------- |  |
|                | Martine Faure sortante réélue | PS             | 21 145       | 43,73        | 27 674      | 60,53       |  |
|                | Yves d'Amecourt               | UMP            | 13 572       | 28,07        | 18 048      | 39,47       |  |
|                | Gonzague Malherbe             | RBM (FN)       | 5 700        | 11,79        |             |             |  |
|                | Michel Hilaire                | FG (PCF) (PG)  | 3 811        | 7,88         |             |             |  |
|                | Dominique Jobard              | EÉLV           | 1 495        | 3,09         |             |             |  |
|                | Frédéric Lataste              | NC             | 1 267        | 2,62         |             |             |  |
|                | Marie-Pierre Fougeret         | AÉI            | 382          | 0,79         |             |             |  |
|                | Marie-Ange Lorblancher        | PCD            | 330          | 0,68         |             |             |  |
|                | Laurent Delage                | NPA            | 277          | 0,57         |             |             |  |
|                | Françoise Dautun              | DLR            | 228          | 0,47         |             |             |  |
|                | Zina Ahmimou                  | LO             | 151          | 0,31         |             |             |  |
|                |                               |                |              |              |             |             |  |
| Inscrits       | Inscrits                      | Inscrits       | 78 599       | 100,00       | 78 612      | 100,00      |  |
| Abstentions    | Abstentions                   | Abstentions    | 29 477       | 37,5         | 31 367      | 39,9        |  |
| Votants        | Votants                       | Votants        | 49 122       | 62,5         | 47 245      | 60,1        |  |
| Blancs et nuls | Blancs et nuls                | Blancs et nuls | 764          | 1,56         | 1 523       | 3,22        |  |
| Exprimés       | Exprimés                      | Exprimés       | 48 358       | 98,44        | 45 722      | 96,78       |  |